# Nedda Falzolgher
Nedda Falzolgher, detta Nil (Trento, 26 febbraio 1906 – Trento, 2 marzo 1956), è stata una poetessa e scrittrice italiana.

## Biografia
Nacque a Trento dal padre Mario, impiegato, e dalla madre, originaria della Val di Non. A soli cinque anni si ammalò di poliomielite e fu costretta sulla sedia a rotelle. La naturale vocazione verso la poesia e la letteratura la portarono sin da giovane a studiare da autodidatta nella sua casa sull'Adige a Trento.
Grazie alla dedizione della madre, che a tempo pieno si occupava della formazione della figlia, imparò il latino e il francese. Ciò le permise di leggere i classici latini e opere di Baudelaire, Verlaine e Rimbaud, le quali influenzarono lo stile poetico di Nedda.

### Lacasa sull'Adige
A partire dagli anni trenta, si riunivano presso la casa di Nedda, lungo le rive del fiume Adige a Trento, numerosi poeti e scrittori trentini. Più che di un «salotto letterario» si trattava di un «cenacolo», come lo definisce Elio Fox, dove gli amici si trovavano a discutere di letteratura, filosofia, cultura, vita e soprattutto della comune passione per la poesia.
Tra i frequentatori vi furono: il coetaneo Marco Pola, che al tempo non era ancora conosciuto per la sua attività poetica, Augusto Goio, Raffaele Gadotti, Diego Gadler, Arcadio Borgogno, i due fratelli Franco e Luigi Bertoldi (il primo diventò pedagogista e fu docente universitario, il secondo divenne leader socialista e ricoprì il ruolo di Ministro del lavoro e della previdenza sociale dopo il secondo conflitto mondiale), le figlie dello storico Antonio Zieger e la giovane adolescente Edda Albertini, con la quale Nedda aveva uno stretto rapporto di amicizia e che nel dopoguerra diverrà celebre attrice del teatro italiano.
Nel 1935 per iniziativa del "Sindacato fascista degli scrittori della Venezia Tridentina" venne pubblicata Poesia, un'antologia di poesie, nella quale sono presenti alcune opere di Nedda Falzolgher e di altri poeti trentini.
Morì nel 1956 a cinquant'anni.
Nel 1975 le è stata dedicata una via a Trento in località Cernidor. Nel 2006 il comune di Trento ha apposto una targa sulla casa dove è vissuta sul lungadige Monte Grappa.

## Opere
- En piaza del Littorio, Trento, 1934
- Fin dove il polline cade, Ubaldini, Roma, 1949
- Il libro di Nil - Prosa e poesia, Rebellato, Padova, 1957 (postumo)